# Saint-Exupéry
Saint-Exupéry – miejscowość i gmina we Francji, w regionie Nowa Akwitania, w departamencie Żyronda.

## Demografia
Według danych na rok 2020 gminę zamieszkiwało 171 osób, a gęstość zaludnienia wynosiła 40,8 osób/km².